# Pamela Golbin
Pamela Golbin, née en 1970 à Lima au Pérou, de nationalité française, est une Curateur, auteure et historienne de la mode.
Elle est une figure renommée et spécialiste de l'industrie de la mode contemporaine,
avec des connaissances approfondies dans les domaines de la culture et de la création.
Elle organise des expositions de référence dans le monde entier.
À ce titre Pamela Golbin publie de nombreux livres et catalogues d’exposition.
De 1993 à 2018, Pamela Golbin est conservatrice générale de la mode et du textile au musée des Arts Décoratifs à Paris. En 2019, elle est nommée directrice artistique de la résidence Jacquard par Google Arts & Culture, passant de l'histoire de la mode à la Tech portable.

## Biographie

### Jeunesse
Franco-Chilienne née au Pérou, Pamela Golbin grandit à Caracas au Venezuela. Sa famille déménage ensuite à Miami où elle étudie au lycée, elle vit plus tard entre l'Amérique et l’Europe.

### Études
Historienne d’art de formation, Pamela Golbin étudie à l’Université Columbia à New York et à La Sorbonne à Paris, elle se spécialise dans l’expressionnisme abstrait de l’après-Seconde Guerre mondiale. Au cours de ses études universitaires, Pamela Golbin rejoint le programme vacataire du Metropolitan Museum of Art et travaille au Costume Institute.

### Carrière
Parallèlement, elle suit un programme similaire au Musée de la Mode et du Textile à Paris où après ses études, elle est nommée conservatrice à l'âge de 23 ans.
La journaliste Gabrielle de Montmorin écrit sur elle « Exit le conservateur à l’ancienne, place à une génération ultra-investie qui dépoussière et anoblit la mode au musée, telle Pamela Golbin… ».
Au cours de ses 25 ans au musée, elle contribue à façonner la sensibilité artistique dans l’industrie de la mode contemporaine.
Simultanément de 2008 à 2013, elle initie les Fashion Talks annuels de l’Alliance Française de New York (FIAF) interviewant lors d’une discussion en direct sur scène les grands noms de la mode contemporaine tels Oscar de la Renta et Diane von Fürstenberg.
En 2018, elle suit l’Executive Education de la Harvard Business School.
En 2019, Pamela Golbin est nommée directrice artistique de la résidence Jacquard par Google Arts & Culture qui explore les synergies entre l'art, la mode et la technologie. 
En combinant une technologie matérielle et logicielle de pointe avec un savoir-faire textile et manufacturier, Jacquard aide les designers à créer des expériences numériques à partir d'objets du quotidien.
Reconnue par ses pairs, Pamela Golbin collabore étroitement avec les plus grands talents et créateurs contemporains. John Galliano la décrit comme « une source d'inspiration incomparable, un véritable puits de science ». Valentino Garavani admet à son tour, « Elle en sait plus sur mon propre travail que moi » et Dries Van Noten précise, « Elle a une sensibilité et un flair incroyable ». Le Financial Times écrit à son sujet : « En tant que conservatrice en chef de la mode et du textile au Musée des Arts Décoratifs de Paris, Pamela Golbin est la gardienne de l’histoire du goût français ».
Le site de référence The Business of Fashion recense avec précision les personnalités qui influencent une industrie en constante évolution, Il l’intègre à son classement et précise que Pamela Golbin est responsable de l'une des collections de mode et de textile les plus importantes et les plus complètes au monde.
Tout comme la discipline de l'architecture se vante de sa création de ‘’Starchitectes’’, cette représentation critique de la mode a été menée par des “It” conservateurs, dont Andrew Bolton du Costume Institute du Metropolitan Museum of Art à New York ; Valerie Steele du Museum Fashion Institute of Technology à New York, et Pamela Golbin du Musée de la Mode et du Textile à Paris.
Elle est décrite par la presse comme le cerveau derrière les expositions de mode à succès du Louvre, et l’une des personnes les plus influentes de l’industrie de la mode. En effet, jusqu'à ce qu'elle quitte son poste de conservatrice général en 2018, ses expositions ont accueilli des centaines de milliers de visiteurs chaque année.
À propos de ses expositions, la critique de mode Suzy Menkes écrit « Madeleine Vionnet, Puriste de la Mode est une exposition intelligente, éclairante et un exemple d’excellence de la part de sa commissaire, Pamela Golbin »; ou encore « Balenciaga Paris est la première grande exposition de Cristóbal Balenciaga organisée dans sa ville d’adoption, et sa commissaire, Pamela Golbin, a apporté une belle intelligence à des vêtements qui peuvent paraître si dissonants à l’ère de l’Internet ».

## Publications
(liste non exhaustive)
- Secrets de Couture, 2016 Rizzoli éditeur (Anglais, Français, Chinois), (ISBN 978-0847847693)
- Fashion Forward, Trois Siècles de Mode, 2016 Paris, Les Arts Décoratifs  (ISBN 978-2916914626)
- Paris: Les Boulevards, 2014 Rizzoli éditeur  (ISBN 978-0-8478-4504-0)
- Dries Van Noten, Inspirations, 2014 Paris, Les Arts Décoratifs (Anglais, Français, Flamand),  (ISBN 978-2916914480)
- Fashion Icons, 2014, Paris, Les Arts Décoratifs  (ISBN 978-2-916914-52-7)
- Louis Vuitton Marc Jacobs, 2012 Paris, Les Arts Décoratifs  (ISBN 978-2916914312)
- Hussein Chalayan, Récits de Mode, 2011 Rizzoli éditeur  (ISBN 978-0-8478-3386-3)
- Madeleine Vionnet: Puriste de la Mode, 2009 Paris, Les Arts Décoratifs  (ISBN 978-2-916914-13-8)
- Valentino, Thèmes et Variations, 2008 Rizzoli éditeur (Français, Anglais, Espagnol, Allemand, Italien)  (ISBN 978-2081216075)
- Balenciaga Paris, 2006 Paris, Les Arts Décoratifs  (ISBN 978-2878112801)
- Créateurs de mode, 1999 Editions du Chêne éditeur  (ISBN 978-2842771102)

## Expositions
(liste non exhaustive)
| Exposition                                    | Dates d'exposition                      | Thème | Notes                                                                                 | Catalogue                                      |
| --------------------------------------------- | --------------------------------------- | --- | ------------------------------------------------------------------------------------- | ---------------------------------------------- |
| Fashion Forward, 3 Siècles de Mode            | 2016 7 avril au 14 août                 | Célébration des 30 ans des collections Mode aux Arts Décoratifs à travers 300 chefs-d’œuvre du musée présentés tel une frise chronologique du XVIIIe siècle à nos jours                                               | Scénographie : Christopher Wheeldon, Jérôme Kaplan Direction artistique : Marc Ascoli | français, anglais                              |
| Dries Van Noten, Inspirations                 | 2014 01 mars au 02 novembre             | Chefs-d’œuvre du monde de l’Art, de la Mode, de la photographie et du cinéma sont réunies afin de dévoiler pour la première fois le processus créatif d’un créateur de mode                                           | Scénographie : Dries Van Noten, Arter Graphiste : Joseph Logan                        | français, flamand, anglais                     |
| Louis Vuitton, Marc Jacobs                    | 2012 09 mars au 16 septembre            | Les contributions de deux personnalités majeures de l’univers du luxe : Louis Vuitton, industriel du XIXe siècle, et Marc Jacobs, directeur artistique contemporain qui s’expose pour la première fois                | Scénographie : Sam Gainsbury & Joseph Benett Direction Artistique : Lee Swillingham   | français, anglais, allemand                    |
| Hussein Chalayan, Récits de Mode              | 2011 05 juillet au 11 décembre          | Première monographie d'Hussein Chalayan en France | Scénographie : Zoé Smith, Bloch Architects                                            | français, anglais                              |
| Madeleine Vionnet : Puriste de la Mode        | 2009 24 juin 2009 au 31 janvier 2010    | Première rétrospective majeure présentant à Paris le fonds exceptionnel transmis par la créatrice Madeleine Vionnet aux Arts Décoratifs                                                                               | Scénographie : Andrée Putman Graphiste: Atalante Paris                                | français, anglais                              |
| Valentino, Thèmes et Variations               | 2008 16 juin au 21 septembre            | Première rétrospective française du couturier Valentino | Scénographie : Patrick Kinmonth, Antonio Monfreda Direction Artistique : Sam Shahid   | français, anglais, italien, espagnol, allemand |
| Balenciaga Paris                              | 2006 05 juillet 2006 au 28 janvier 2007 | Première rétrospective majeure présentée à Paris de Cristóbal Balenciaga avec la participation de Nicolas Ghesquière                                                                                                  | Scénographie : Dominique Gonzalez-Foerster Direction artistique : Fabien Baron        | français, anglais                              |
| Elsa Schiaparelli                             | 2004 17 mars au 29 aout                 | Collaboration franco-américaine avec le Philadelphia Museum of Art pour la première rétrospective réunissant les deux fonds patrimoniaux légués par la créatrice au Philadelphia Museum of Art et aux Arts Décoratifs | Scénographie : Jacques Grange                                                         | français, anglais                              |
| Design d'en France                            | 09 octobre à décembre 2004              | Exposition inaugurale de l’année de la France en Chine au Musée national de Chine à Pékin |                                                                                       | français, chinois                              |
| Jacqueline Kennedy, les Années Maison-Blanche | 2002 19 novembre 2002 au 16 mars 2003   | Collaboration Franco-américaine avec le Metropolitan Museum of Art et la John F. Kennedy Library retraçant la signature de la garde-robe de la Première Dame des États-Unis et son importance politique               | Scénographie : Pierre Charpin                                                         | français, anglais                              |
| Sixties, mode d’emploi                        | 2002 19 novembre 2002 au 16 mars 2003   | En complément de l’exposition Jacqueline Kennedy, des créations retraçant les innovations et transformations de l’industrie française de la mode des années 1960                                                      | Scénographie : Pierre Charpin                                                         | français                                       |